# Những chiếc xe tăng (phim)
Những chiếc xe tăng (tiếng Nga: Танки, tựa Việt: Chiếc tăng của Stalin) là một phim hành động phiêu lưu của Điện ảnh Nga do Kim Druzhinin đạo diễn.
Phim được ra mắt vào ngày 26 tháng 4 năm 2018, và được phát hành trên truyền hình Nga vào ngày 23 tháng 2 năm 2019.

## Nội dung
Bối cảnh của bộ phim diễn ra trong giai đoạn 1939 - 1940, dựa trên một sự kiện có thật về quá trình thử nghiệm các nguyên mẫu của xe tăng T-34 do Mikhail Koshkin thiết kế trên tuyến đường Kharkiv - Moskva để thuyết phục việc phê chuẩn sản xuất hàng loạt phương tiện chiến đấu mới, từ đó ra đời một trong những vũ khí lừng danh nhất trong Thế chiến thứ hai.
Trong quá trình chạy thử nghiệm, các thành viên của đoàn gặp nhiều khó khăn trở ngại từ những tên biệt kích phá hoại, thổ phỉ, thậm chí cả những sĩ quan quân đội, cảnh sát mẫn cán. Nhiều tình tiết trong phim mang tính chất hư cấu, hành động, hài hước và phiêu lưu.

## Diễn viên
- Andrey Merzlikin - Tổng công trình sư Mikhail Koshkin
- Anton Filipenko - Trung úy NKVD Pyotr Mizulin
- Aglaya Tarasova - kỹ sư luyện kim Lidiya Kataeva
- Dmitry Podnozov - Vasily Krivich, lái xe thử nghiệm xe tăng số 1 (gián điệp của Abwehr)
- Sergey Stukalov - Kolya Kairat, lái xe thử nghiệm xe tăng số 2
- Andrey Dezhonov - Giám đốc Nhà máy Xe tăng Kharkov Yuri Maksarev
- Dmitry Girev - kỹ sư thiết kế Nikolay Kucherenko
- Georgy Bolonev - Kỹ sư thiết kế Alexander Morozov
- Alexander Tyutin - Tư lệnh Tập đoàn quân Grigory Kulik (sau là Nguyên soái)
- Nikolai Gorshkov - Tư lệnh Quân đoàn Georgy Zhukov (sau là Đại tướng)

## Phê bình
Bộ phim nhận được đánh giá thấp từ các nhà phê bình phim Nga.